# Basilia Catari Torres
Domitila Basilia Catari Torres (Chualluma, La Paz, 15 de abril de 1965 - 7 de enero de 2021) fue una líder sindical y activista por los derechos de las trabajadoras del hogar de Bolivia. Cofundó la Federación Nacional de Trabajadoras del Hogar de Bolivia (FENATRAHOB), agrupación sindical de las trabajadoras asalariadas del hogar de Bolivia. 

## Biografía
Basilia Catari Torres nació en la comunidad de Chualluma, del municipio de Moco Moco, en el departamento de La Paz. Fue trasladada por su papá a la ciudad de La Paz cuando tenía 10 años para trabajar como trabajadora del hogar en la casa de su madrina. Ahí trabajó  hasta los 13 años sin recibir ningún tipo de remuneración, esto debido a que cuando fue recibida, la empleadora le prometió auspiciar sus estudios en lugar de los pagos.
En este tiempo, Basilia tuvo que adaptarse a las dinámicas urbanas, cambiando de idioma aymara al castellano y la pollera a los vestidos, los cuales retomó al volver a su comunidad.  
Después de un corto tiempo, Basilia retornó a la ciudad, en esta ocasión a El Alto, a la zona de Río Seco, donde fue empleada por la sobrina de la primera empleadora. En su propio relato, cuenta que en este lugar le prometieron un sueldo de Bs 50 por cuidar a dos niños. Aquí trabajó durante dos años y ocho, meses, pero solo recibió el pago por cuatro meses, además de sufrir maltratos, por lo que  decidió escapar.   
Tiempo después decidió participar en club de mujeres que se organizó en la parroquia del Montículo, en la zona de Sopocachi, donde impartían cursos de manualidades para las trabajadoras del hogar. A partir de este grupo, junto a sus compañeras, Basilia comenzó a organizar sindicatos que reivindicaban y defender los derechos de las trabajadoras del hogar, primero en la zona de Sopocachi, el 20 de mayo de 1984, luego en las zonas de San Pedro y Max Paredes.       

Basilia consideraba de vital importancia el trabajo que desarrollan las trabajadoras asalariadas del hogar. En sus palabras:       
"Sin nosotras las señoras que son profesionales no podría trabajar, porque tendrían que atender sus casas. Entonces nosotras ayudamos mucho en la producción" 

## Activismo
- En 1993 fue cofundadora, junto a Casimira Rodríguez, de la Federación Nacional de trabajadoras de Hogar de Bolivia.
- En 1995, en Guatemala, fue electa como secretaria general de la Confederación Latinoamericana y del Caribe de Trabajadoras del Hogar (CONLACTRAHO).
- Impulsó la proyección del proyecto de Ley N° 2450, Ley de Regulación del Trabajado Asalariado del Hogar.

## Muerte
Basilia murió en la pobreza y con enfermedad de diabetes. No logró acceder al seguro de salud para las trabajadoras del hogar que estipula la Ley N° 2450 de Regulación del Trabajo Asalariado del Hogar, aprobada, porque esta fue reglamentada recién en 2021.

Según el relato de Yola Mamani, compañera de trabajo de Basilia, su velorio fue de la siguiente forma:        
"La casa donde se estaba velando era una casa una pobre y no había asientos para sentarse, por lo tanto algunas de sus hermanas menores armaron unas banquetas de piedras, adobe y madera para que las pocas extrabajadoras del hogar y algunos familiares acompañen en el velorio. El piso era tan desigual que no había forma de hacer parar las flores, y la baquetas tambaleaban [...]. Después de unos minutos ya era hora de llevarla al cementerio para su entierro. Para ese momento no había quién ayude a alzar el ataúd. El único hombre fue a buscar ayuda de sus vecinos y en eso llegó un grupo de cristianos, ahí me enteré de que Basilia asistía a una iglesia evangélica. Ellos han ayudado a cavar el sepulcro y durante todo el entierro han cantado canciones en aymara que decían que a Basilia no se le valoró en vida y que en el alaxpacha (cielo) estaría mejor y tendría una vida digna"